# Zamanna dimorphalis
Zamanna dimorphalis är en fjärilsart som beskrevs av Dyar 1914. Zamanna dimorphalis ingår i släktet Zamanna och familjen mott. Inga underarter finns listade i Catalogue of Life.